# Alfonsův žaltář
Alfonsův žaltář (anglicky The Alphonso Psalter) je středověký iluminovaný rukopis uložený v Britské knihovně (Additional 24686).
Práce na žaltáři započaly okolo roku 1283 ku příležitosti zásnub anglického prince Alfonse s Markétou, dcerou holandského hraběte Florise V.
Alfons pár měsíců před dynastickou svatbou zemřel a žaltář s heraldickými znaky obou zemí byl dokončen po deseti letech ke sňatku Alfonsovy sestry Alžběty a Jana Holandského.